# Pierre-Germain Dartonne
Pierre Germain Dartonne est un homme politique et un magistrat français né le 14 septembre 1751 à Gien (Orléanais) et mort le 26 juin 1829.

## Biographie
Pierre Germain Dartonne naît à Gien le 14 septembre 1751 dans l'ancienne province de l'Orléanais du royaume de France sous le règne du roi Louis XV. Il est le fils de Pierre Dartonne, conseiller du Roi, officier contrôleur au Grenier à Sel de Gien, et de Louise Magdeleine Françoise Chesnoy des Barres.
Durant la Révolution française, Dartonne occupe le poste de procureur de la commune de Gien (Loiret) en 1791. Il est également juge au tribunal de district et conseiller municipal.
Il devient sous-préfet de Gien sous le Premier Empire et démissionne de ce poste en août 1814.
Il est élu député du Loiret pour l'arrondissement de Gien pendant les Cent-Jours du 9 mai 1815 au 13 juillet 1815.
Il reçoit la distinction de chevalier de l'ordre royal de la Légion d'honneur le 20 mai 1820.